# Gustavo Poyet
Gustavo Poyet, vollständiger Name Gustavo Augusto Poyet Domínguez, (* 15. November 1967 in Montevideo) ist ein uruguayischer Fußballtrainer und ehemaliger -spieler.

## Spielerlaufbahn

### Verein
Poyet, Sohn des Olympiateilnehmers im Basketball von 1960 und 1964 Washington Poyet, spielte unter anderem für Real Saragossa in der Primera División (239 Spiele/63 Tore) sowie für den FC Chelsea (105/36) und die Tottenham Hotspur (82/18) in der Premier League. Mit Real Saragossa und dem FC Chelsea gewann er den Europapokal der Pokalsieger (1995 und 1998).

### Nationalmannschaft
Poyet nahm mit der uruguayischen U-20-Auswahl an der U-20-Südamerikameisterschaft 1987 teil, bei der Uruguay den vierten Platz belegte. Im Verlaufe des Turniers wurde er von Trainer Óscar Tabárez sechsmal (drei Tore) eingesetzt.
Zudem absolvierte er zwischen dem 13. Juli 1993 und 26. April 2000 26 Länderspiele für die A-Nationalmannschaft Uruguays und erzielte dabei drei Tore. Sein größter Erfolg als Nationalspieler war der Gewinn der Copa América 1995.

### Erfolge
- Europapokal der Pokalsieger: 1995, 1998
- Copa América: 1995

## Trainertätigkeit
Gustavo Poyet war seit Ende 2006 Assistenztrainer beim englischen Drittligisten Leeds United. Mit der Verpflichtung von Juande Ramos als neuen Cheftrainer bei den Tottenham Hotspur im Herbst 2007 wechselte auch Poyet in dessen Trainerstab und fungierte dort bis zu Ramos’ Entlassung am 26. Oktober 2008 als Co-Trainer. Im November 2009 gab der englische Drittligist Brighton & Hove Albion seine Verpflichtung als Cheftrainer bekannt. Dort wurde er im Mai 2013 von seiner Funktion freigestellt und im Juni endgültig entlassen. Im Oktober 2013 übernahm er die Trainerposition beim AFC Sunderland anstelle des entlassenen Paolo Di Canio. Mitte März 2015 wurde er bei dem englischen Klub von seinen Aufgaben als Trainer entbunden. Am 29. Oktober 2015 vermeldete der griechische Erstligist AEK Athen die Verpflichtung Poyets als Cheftrainer. Nachdem Poyet bekannt gab, den Verein am Saisonende zu verlassen, wurde er am 19. April 2016 vor dem anstehenden Pokal-Halbfinale beim griechischen Klub entlassen. Am 11. Mai 2016 wurde er als neuer Trainer des spanischen Klubs Betis Sevilla ab der Saison 2016/17 vorgestellt. Er erhielt einen Vertrag bis 2018. Seine Zeit bei den Spaniern endete jedoch bereits am 11. November 2016. Rund drei Wochen nach seiner Entlassung trat er am 2. Dezember 2016 ein neues Trainerengagement bei Shanghai Shenhua in der chinesischen Superliga an.
Nachdem das Engagement in China aufgrund von Erfolglosigkeit in der Liga sowie der Champions League nur bis zum 11. September 2017 andauerte, wurde Poyet am 23. Januar 2018 als neuer Cheftrainer des französischen Erstligisten Girondins Bordeaux vorgestellt. Im August 2018 wurde er nach einer Brandrede gegen die Vereinsverantwortlichen freigestellt.
Im Februar 2022 wurde Poyet als Trainer der griechischen Nationalmannschaft vorgestellt.